# ریکو جی‌آر دیجیتال
ریکو جی‌آر دیجیتال (به انگلیسی: Ricoh GR Digital) یک دوربین عکاسی ساخت شرکت ریکو است.